# Экономика Фиджи
Республика Фиджи, богатая лесами, минералами и рыбными ресурсами, является одной из самых развитых островных экономик Тихого океана. При этом отдалённость страны от ключевых мировых рынков и центров торговли поставило фиджийское руководство перед необходимостью выработки собственной стратегии экономического развития.
По оценке 2010 года, доля сельского хозяйства в объёме ВВП составляла 16,1 %, промышленного производства — 24,4 %, сферы услуг — 59,5 %. В экономике Фиджи сохраняется большой удельный вес натурального хозяйства, а основными источниками иностранной валюты являются растущая индустрия туризма и экспорт сахара. Бо́льшая часть трудоспособного населения занята в сельском хозяйстве — около 70 %, остальные 30 % — в сфере услуг и промышленности. Общая численность трудоспособного населения — 335 тыс. человек, уровень безработицы — 7,6 %.
Темпы инфляции по итогам 2010 года, согласно данным Резервного банка Фиджи, — 5,0 % (в 2009 году — 6,8 %), объём национальных золотовалютных резервов на декабрь 2010 года — $1302,7 млн (в ноябре 2010 года был достигнут исторический максимум — $1307,4 млн). Бо́льшая часть резервов Фиджи хранится в таких иностранных валютах, как доллары США, австралийские и новозеландские доллары, японские иены и евро, остальная часть — в золоте, британских фунтах стерлингов, а также в СПЗ МВФ. 
Серьёзным препятствием на пути стабильного развития Фиджи является проблема социально-экономического расслоения населения. В 2008—2009 годах за чертой бедности проживал 31 % населения страны (сокращение по отношению к 2002—2003 годам составило 10 %). При этом, несмотря на сокращение доли бедного населения среди городских жителей, наблюдалась тенденция роста бедности среди сельских жителей. Разрыв бедности (то есть сумма, на которую население в совокупности отстаёт от черты бедности) в 2008—2009 годах составил $152 млн, или 3,1 % от ВВП страны.

## История
В 1874 году король Такомбау отрёкся в пользу британской королевы Виктории, и королевство Фиджи стало английской колонией под управлением генерал-губернатора. В 1880 году в состав колонии был также включён остров Ротума. В связи с увеличением количества плантаций начался ввоз на архипелаг индусов из Индии.
В январе 1969 года была проведена денежная реформа - ранее находившийся в обращении фиджийский фунт был заменен на доллар Фиджи.
10 октября 1970 года Фиджи была предоставлена независимость в составе Британского Содружества наций. 
С 1978 года важным источником доходов страны является участие личного состава государственных вооружённых формирований Фиджи в заграничных операциях. Вооружённые силы Фиджи участвуют в миротворческих операциях ООН с лета 1978 года (за каждого человека, принимающего участие в миротворческой деятельности ООН, ООН выплачивает правительству страны фиксированную сумму). По официальным данным правительства Фиджи, только в период с начала 2015 года до сентября 2022 года за участие в миротворческих миссиях ООН было получено свыше 91,7 млн. долларов США.
Вплоть до 1986 года правительство Фиджи отводило приоритетную роль в экономике государственному сектору и использовало широкий спектр протекционистских мер (прежде всего, высокие таможенные барьеры для импортной продукции) с целью защиты местных производителей. Однако выбранный курс не позволил поддержать стабильный экономический рост и обеспечить нужный прирост государственных доходов. Столкнувшись в 1986 году с существенным ростом внешнего долга (правительство покрывало дефицит государственного бюджета за счёт заимствования средств за рубежом), Правительство Фиджи было вынуждено провести реформы в экономическом секторе, отказавшись от стратегии импортозамещения в пользу экспортно-ориентированной стратегии. С 1987 года в стране началась реализация мер по торговой либерализации, экономической дерегуляции и инвестиционному содействию: были отменены ограничения по импорту, снижены таможенные пошлины, дерегулирован финансовый рынок, проведена реформа налоговой системы.
25 сентября 1987 года в стране произошёл военный переворот, после которого в октябре 1987 года было объявлено о выходе Фиджи из возглавляемого Великобританией Содружества наций (заявление Фиджи было официально принято на конференции Содружества в Ванкувере и после отмены конституции 1970 года Фиджи вышла из Содружества 7 октября 1987 года). В ответ, Великобритания, Австралия и Новая Зеландия объявили о непризнании военного правительства, прекратили сотрудничество с Фиджи и ввели против Фиджи экономические санкции.
В январе 1996 года Фиджи стала членом Всемирной торговой организации.
После начала Азиатского финансово-экономического кризиса 1997-1998 гг. положение в зависимой от международной конъюнктуры экономике Фиджи осложнилось, и для участия в заграничных миссиях было разрешено привлекать не только военнослужащих, но и сотрудников полиции Фиджи. В 1998 году три полицейских Фиджи были отправлены для службы в полицейском подразделении IPTF сил ООН в Боснии, в дальнейшем эта практика была продолжена.
Однако уже на рубеже XX—XXI веков Фиджи столкнулась с рядом проблем в экономической отрасли. Небольшие размеры внутреннего рынка, ограниченность ряда природных ресурсов и зависимость от импортируемых энергоресурсов, прежде всего нефти, а также ограниченность мер по диверсификации экономики стали в современных условиях сдерживающими факторами на пути укрепления и ускоренного развития экономики Фиджи.
При этом темпы экономического роста в стране за период с 2000 по 2009 год были крайне скудными и составили в среднем 0,9 %.
Одной из основных причин низких экономических показателей в последние десятилетия стала политическая нестабильность (в 2000 и 2006 годах в стране произошли государственные перевороты), которая привела к падению интереса к местной экономике со стороны иностранных инвесторов, а также массовому бегству финансового и человеческого капитала (произошёл отток большого числа высококвалифицированных фиджи-индийских специалистов).
Начавшийся в 2008 году всемирный экономический кризис осложнил положение в экономике Фиджи, затронул основных внешнеторговых партнёров Фиджи и стал причиной снижения товарооборота между странами. Объём внешнего долга к концу 2008 года составил US$275,4 млн, или 6,9 % ВВП.
В 2010 году экономический рост составил всего 0,1 % (187 место в мире). В 2010 году объём ВВП составил, по предварительным оценкам, $3,9 млрд — 168 место в мире (около $4400 на душу населения — 154 место в мире).

## Современное состояние

### Сельское хозяйство
Сельское хозяйство остаётся одним из ключевых секторов экономики Фиджи, который не только обеспечивает продовольственную безопасность страны, но и способствует развитию сельских поселений, обеспечивает занятость примерно 65 % населения Фиджи и генерирует примерно 43 % валютных доходов страны. В то же время в последние десятилетия демонстрируется падение доли сельского хозяйства в структуре национального ВВП: если в 2001 году оно давало 12,3 % ВВП, то в 2009 году уже 9,5 %. Среди основных причин этого процесса — сильная зависимость сельского хозяйства от погодных условий, снижение частных инвестиций в сектор, высокая стоимость производства из-за высокой стоимости факторов производства.
Основной сельскохозяйственной отраслью является земледелие. Хотя общая площадь Фиджи превышает 18 тысяч км², только 16 % этой земли пригодно для обработки. Обрабатываемые земли сконцентрированы вдоль прибрежных равнин, речных дельт и долин, расположенных на двух крупнейших островах страны — Вити-Леву и Вануа-Леву. 24 % обрабатываемых земель заняты под выращивание сахарного тростника, 23 % — под кокосовую пальму и остальные 53 % — под другие культуры. Хотя 83 % процента фиджийских земель принадлежит представителям коренного населения страны, фиджийцам, основными производителями сельскохозяйственной продукции являются местные индийцы, завезённые на острова британскими колонизаторами в конце XIX-начале XX веков.
Ключевой сельскохозяйственной культурой Фиджи является сахарный тростник. На производимый из него сахар приходится 2,2 % ВВП страны и почти 11,7 % экспорта. Основные районы возделывания сахарного тростника — Мба, Лаутока, Сингатока, Нанди, Тавуа, Ракираки, Ламбаса и Сеанганга. Производство сахара в стране находится под полным контролем правительственной корпорации «Fiji Sugar Corporation», в распоряжении которой находятся четыре завода, расположенные в городах Лаутока, Мба, Ракираки и Ламбаса. В целом за 2010 год было выращено 1,8 млн т сахарного тростника (падение на 20,9 % по сравнению с 2009 годом) и произведено 132 тыс. т сахара (падение на 21,5 % по сравнению с 2009 годом), основными потребителями которого являются страны Европейского союза, США, Малайзия, Новая Зеландия и КНР. Падение объёмов выращенного сахарного тростника в последние десятилетия в значительной степени объясняется окончанием срока аренды земель, находящихся в собственности коренных фиджийцев, местным индийским населением. Кроме того, Европейским союзом были отменены льготные цены для экспортёров сахара из стран Африки, Карибского моря и Тихого океана.
Важное место в сельском хозяйстве Фиджи занимает выращивание кокосовой пальмы, которая используется для производства копры и кокосового масла. Согласно сельскохозяйственной переписи 1991 года, под кокосовую пальму было занято 46 тыс. га земли, на которой выращивались свыше 600 тыс. одиночных деревьев. В 2009 году эти показатели составили соответственно 15 тыс. га и 560 тыс. деревьев. Основные центры производства копры в стране — Северный и Восточный округа.
К другим пищевым культурам, выращиваемым и производимым на территории Фиджи, относятся какао-бобы (39 т, 2009 год; центр выращивания — Северный округ; основные импортёры — Австралия, Япония, США, Американское Самоа, Канада, Самоа, Вануату), инжир (2 тыс. т, 2009 год), кава (6 тыс. т, 2009 год), таро (56 тыс. т, 2009 год), маниок (58 тыс. т, 2009 год), рис (4 тыс. т, 2009 год; 29 тыс. т, 1991 год). Также развивается садоводство, урожай от которого экспортируется, в первую очередь, в Новую Зеландию и Японию. Основные культуры — ананасы (2,8 тыс. т, 2009 год), бананы (3,4 тыс. т, 2009 год), папайя (335 т, 2009 год).

### Животноводство
Промышленное животноводство развито на Фиджи в меньшей степени, поэтому часть животноводческой продукции импортируется из-за рубежа. В 2005 году в страну было импортировано 1300 тонн говядины и телятины, 7918 тонн молочной продукции и яиц (прежде всего, из Австралии и Новой Зеландии), 880 тонн свежего молока, 9300 тонн баранины и ягнятины. Таким образом, суммарно в страну было завезено 13 840 тонн животноводческой продукции. В то же время значительная часть продукции производится и на территории Фиджи самостоятельно.
Общее поголовье крупного рогатого скота в 2007 году составило 315 тысяч голов, а общий объём произведённой говядины и телятины — 8400 тонн. Впервые рогатый скот был завезён на Фиджи миссионерами и европейцами в 1850-х годах, а первая животноводческая ферма на островах (на острове Вакая в составе островов Ломаивичи) появилась в 1859 году. В настоящее время бо́льшая часть поголовья КРС сосредоточена в Западном округе на острове Вити-Леву.
Ключевую роль играет молочное животноводство, центром которого является Центральный округ Фиджи. Производство молока в стране осуществляется двумя основными группами производителей. Первая группа включает в себя официальный сектор, который объединяет фермеров, осуществляющих поставки молока и сливок в единственное молокоперерабатывающее предприятие страны, расположенное на острове Вити-Леву, — компанию «Rewa Co-operative Dairy Company Limited» (RCDC). Вторая группа включает в себя производителей свежего молока, которые напрямую снабжают молоком городских жителей. Общее количество поставщиков молока в период с 2005 по 2008 год составляло в среднем 260 хозяйств, 80 % из которых поставляли молоко в компанию RCDC. Согласно сельскохозяйственной переписи 2009 года, коммерческое поголовье молочного скота на Фиджи составляло 22 551 голова, из которых 10 175 голов относилось к молочным коровам; поголовье молочного скота в хозяйствах местных жителей — 36 599 голов. В том же году поставки молока в компанию RCDC составили 10,3 млн литров.
Важное место в жизни фиджийцев занимает также козоводство. В период с 1997 по 2007 год был отмечен рост производства козьего мяса: с 927 до 1150 тонн. В 2009 году в стране имелось 9408 частных хозяйств, разводивших 101 196 коз (в 1991 году поголовье составляло 187 235 голов).
В стране также развивается и овцеводство. В 2009 году на Фиджи располагалось 818 частных хозяйств, разводивших 14 068 овец (центры разведения расположены в Северном и Западном округах). В 1999 году было произведено 40,7 тонн баранины, основными потребителями которой является индийское население страны.
Согласно сельскохозяйственной переписи 2009 года, поголовье свиней в стране составляло 73 698 голов, лошадей — 27 124 головы. Основной домашней птицей является курица: в 2009 году в стране насчитывалось свыше 3,6 млн кур, выращиваемых в 19 751 хозяйстве.

### Рыболовство и морской промысел
Рыба — одно из национальных богатств Фиджи, которое играет очень важную роль в экономике и жизни страны. Рыбная продукция является четвёртой по объёмам экспортной статьёй Фиджи, а на рыболовный сектор приходится до 1,5 % ВВП. Кроме того, в секторе занято свыше 9 тыс. человек, а годовое потребление свежей рыбы на человека составляет на Фиджи 44 кг. В 2003 году было выловлено свыше 47 тыс. т рыбы, из них 28 тыс. т пошло на внутренний рынок.
Страна располагает крупной исключительной экономической зоной, площадь которой составляет около 1,29 млн км². Пополнение государственного бюджета также осуществляется за счёт выдачи иностранным судам лицензии на право вылова рыбы в этой экономической зоне.
Основной промысловый вид, вылавливаемый судами в открытом море — тунец (желтопёрый, длиннопёрый, полосатый), улов которого в 2007 году превысил 13 тыс. т. Основные рынки сбыта, на которые приходится 51 % экспорта тунца, — Япония и США. Другие импортёры — КНР, Австралия, Новая Зеландия и страны Европейского союза.
Притоку иностранной валюты способствует также и экспорт консервированного тунца. В 1989 году в Левуке компанией «Pacific Packaging Ltd» был открыт первый рыбный консервный завод. Предприятие находится под контролем Правительства Фиджи, хотя также привлечены средства иностранных инвесторов из Таиланда, Тайваня и Австралии.
В прибрежных водах вылавливается свыше 100 видов рыб и 50 видов различных беспозвоночных. Однако наибольшим спросом на внутреннем рынке из рыб пользуются рыбы семейств летриновые, каменные окуни, ставридовые, луциановые, кефалевые, скумбриевые, хирурговые, рыбы-попугаи и барракудовые, а из беспозвоночных — двустворчатые моллюски, морские огурцы, креветки. Имеется спрос на морские водоросли.
В искусственных водоёмах разводятся тиляпии, угри, карпы, устрицы и жемчужницы (для получения жемчуга). Важную статью экспорта составляют аквариумные рыбы, а также живые камни для аквариумов (95 % мировых поставок этих камней родом из Фиджи).

### Лесное хозяйство
Доля лесного хозяйства в структуре ВВП Фиджи составляет около 1 %, а продукция этой отрасли является пятой по объёмам экспортной статьёй страны (после сахара, одежды, золота и рыбной продукции). Всего леса занимают около 9350 км² суши, из которых бо́льшая часть расположена на территории земель, находящихся в совместной собственности коренных жителей.

## Промышленность
В отличие от большинства стран Океании, Фиджи имеет самодостаточный промышленный сектор, который представлен преимущественно швейной, пищевой и горнодобывающей промышленностями. Зарождение и дальнейшее развитие швейной промышленности стало возможным благодаря участию Фиджи в ряде торговых соглашений, закрепивших льготные условия для доступа фиджийской продукции на зарубежные рынки, а также политике фиджийского руководства, ориентированного на привлечение иностранных инвестиций посредством предоставления иностранным производителям льготных условий для развития собственного производства на территории Фиджи. В свою очередь, пищевая и горнодобывающая промышленность получили развитие благодаря имеющимся в стране сельскохозяйственным ресурсам (сахарному тростнику, рыбе) и месторождениям драгоценных металлов (золота).

### Горнодобывающая промышленность
В отличие от других островных государств Океании на островах Фиджи относительно хорошо развита горнодобывающая промышленность. Согласно данным Бюро статистики Фиджи, в 2005 году на горнодобывающую промышленность и карьерные разработки приходился 1 % ВВП, при этом бо́льшая часть доходов в этой отрасли формировалась из доходов от добычи золота и серебра. В 2005 году общая стоимость добытого золота и серебра оценивалась в $39,3 млн, составляя 7,8 % от общего экспорта страны.
В целом, добыча золота сыграла важную роль в развитии экономики Фиджи. 
В 2007 году на Фиджи было добыто 932 унции золота (при полном отсутствии добычи серебра), в 2010 году - свыше 61 тыс. унций золота и 328 кг серебра.

### Обрабатывающая промышленность
Обрабатывающая промышленность играет ключевую роль в экономике Фиджи. По итогам 2004 года на неё приходилось 12-15 % ВВП страны, что является вторым по величине источником валютных поступлений после туризма. Наиболее успешно развитые отрасли — швейная промышленность и производство бутилированной воды. По состоянию на 2022 год вода — самый крупный экспортный товар Фиджи, сумма экспорта составила $405 млн, а страна при этом стала 4-м крупнейшим экспортёром воды в мире.
Особого успеха Фиджи удалось достичь в швейной промышленности, которая получила толчок к развитию в 1988 году с появлением первых предприятий, освобождённых от уплаты налогов, а также в 1997 году с появлением безналоговой зоны Калабо, создание которой преследовало целью поощрение экспорта посредством реализации экспортно-ориентированной промышленной политики. Изначально эти проекты предоставляли налоговые льготы тем предприятиям, которые экспортировали не менее 95 % произведённой продукции, а с 1991 года — не менее 80 %. Впоследствии производители, экспортировавшие не менее 70 % своего годового производства, были освобождены от уплаты налога с доходов сроком на 13 лет. Кроме того, вводился беспошлинный ввоз импортируемой продукции, использовавшейся в производстве экспортных товаров, а также другие льготы.
В целом, реализация указанной политики Правительством Фиджи позволила создать мощную швейную промышленность, которая стала важным источником валютных доходов. В результате на Фиджи появились заводы таких крупных мировых и региональных производителей (преимущественно австралийских) как Adidas, Nike, Yakka, Australian Horizon и др.
В январе 2001 года реализация этих программ была отменена. Однако в силе остались торговые соглашения с рядом государств, которые предоставляли фиджийской швейной продукции беспрепятственный доступ на рынки (к примеру, доступ на рынки Австралии и Новой Зеландии в рамках соглашения SPARTECA, а также соглашение с США о предоставлении экспортных квот на швейную продукцию из Фиджи). Но уже в 2006 году, после отмены ряда преференций для фиджийской продукции со стороны Австралии и США, швейная промышленность Фиджи понесла значительные убытки: если в 2005 году текстильной продукции было произведено на сумму в F$116 млн, то в 2006 году — всего на F$46,6 млн. К 2010 году швейное производство продемонстрировало рост (произведено продукции на F$66 млн), однако докризисные показатели так и не были достигнуты. В значительной степени это объясняется ростом конкуренции на глобальном рынке (в первую очередь со стороны стран Азии с их дешёвой рабочей силой), а также политической нестабильностью в стране.
Обрабатывающая промышленность на Фиджи также представлена цементной (в 2005 году в стране было произведено 143 тыс. т цемента, а в 2010 году — 163 тыс. т), пищевой и химической промышленностью. В 2010 году было произведено 23 мегалитра пива, 193 млн литров безалкогольных напитков (в первую очередь бутилированной воды, которая продаётся на территории более 40 стран), 2,7 млн л мороженого, 4,1 тыс. т мыла, 3,8 млн л красок и 116 тыс. коробок спичек.

### Энергетика
Современные потребности Фиджи в электроэнергии удовлетворяются с помощью электроэнергии, вырабатываемой на гидроэлектростанциях и тепловых электростанциях, в которых в качестве топлива используются древесина, багасса сахарного тростника, уголь, нефть. Почти половина энергоресурсов импортируется из Австралии, Новой Зеландии и Сингапура, а основные виды топлива (нефть и уголь) целиком завозятся из Австралии и Новой Зеландии, что является сдерживающим фактором для развития местной экономики. В 2010 году импорт автобензина составил 102 млн л, авиационного топлива — 254 млн л, керосина — 4 тыс. л, дизельного топлива — 391 млн л, мазута — 27 млн л.
Электроснабжение страны обеспечивается созданной Правительством Фиджи в 1966 году компанией-монополией «Fiji Electricity Authority», которая занимается выработкой, транспортировкой и распределением электроэнергии. В 1996 году в распоряжении компании находилось шесть независимых систем электроснабжения, крупнейшей из которых была объединённая энергосистема Вити-Леву (англ. Viti Levu interconnected system), работающая преимущественно на гидроэнергии (прежде всего, ГЭС «Ваилоа»). Системы, расположенные в Овалау и Коровоу, вырабатывают электроэнергию из дизельного топлива, в Ламбасе и Ракираки — из багассы сахарного тростника, в Савусаву — как из багассы, так и из гидроэнергии.
В 2005 году компания обеспечивала электроэнергией примерно 57 % населения, а всего в 2010 году в стране было выработано 869 млн кВт·ч электроэнергии. Из них 420 млн кВт·ч было выработано на электростанциях, работающих на возобновляемых источниках энергии, 415 млн кВт·ч — на ТЭЦ, работающих на импортируемом топливе, и 20 млн кВт·ч — независимыми производителями электроэнергии. В результате, 48 % электроэнергии в стране вырабатывалось на ГЭС, 34 % — из дизельного топлива промышленного назначения, 15 % — из мазута, 1 % — на ветряных электростанциях и остальные 2 % — независимыми производителями, работающими на древесине и багассе.
Ввиду роста потребления электроэнергии, а также роста цен на импортируемое топливо Правительство Фиджи предпринимает усилия по снижению зависимости страны от зарубежных энергоресурсов посредством развития гидроэнергетики и использования альтернативных источников энергии (в первую очередь геотермальной, солнечной и ветровой энергии). Так, в июне 2007 года на горном хребте Бутони недалеко от города Сингатока были запущены первые ветрогенераторы. В 2010 году на этом участке было выработано 6,42 млн единиц электричества, а с начала эксплуатации — 20,7 млн единиц. В 2011 году в эксплуатацию должна быть введена ГЭС «Нандаривату», расположенная на реке Сингатока в месте слияния рек Нгуливана и Нукунуку.

## Туризм
Туристическая отрасль Фиджи зародилась в начале XX века с развитием морских торговых путей в Тихом океане. Так, в 1914 году в Суве компанией «Union Steamship Company» была построена гостиница «Grand Pacific Hotel», обслуживавшая пассажиров круизных пароходов. Однако длительное время туризм находился в зачаточном состоянии, получив толчок к развитию только в 1940-х годах, когда в островной инфраструктуре произошли существенные изменения. Началось активное дорожное строительство, а в 1941 году в Нанди был открыт международный аэропорт. Тем не менее настоящий «туристический бум» пришёлся на конец 1960-х — начало 1970-х годов, когда на Фиджи существенно возросло количество гостиничных номеров, получили развитие авиационный сектор и беспошлинная торговля.
В современных условиях туризм — самая быстрорастущая отрасль экономики Фиджи. Являясь крупнейшим источником валютных поступлений, туристический сектор также обеспечивает трудоустройство более 45 тыс. жителей страны. Кроме того, на туризм приходится более 25 % ВВП.
В 2010 году республику посетило 632 тыс. чел. Из них 473 тыс. чел. прибыло на отдых, 62 тыс. чел. — для визита друзей/родственников, 28 тыс. чел. — по делам, 12 тыс. чел. — для участия в конференциях, 9 тыс. чел. — в образовательных целях. Фиджи преимущественно посещают туристы из Австралии (318 тыс. чел.), Новой Зеландии (98 тыс. чел.), США (53 тыс. чел.), других стран Океании (39 тыс. чел.), стран континентальной Европы (30 тыс. чел.), Великобритании (24 тыс. чел.).
Фиджи славится своими островными курортами, песчаными пляжами и видами на океан, а также располагает второй по длине грядой коралловых рифов, уступающей лишь Большому Барьерному рифу у побережья австралийского штата Квинсленд. Это создаёт идеальные условия для развития пляжного туризма (Солнечный берег острова Вити-Леву и острова Маманута), а также дайвинга (острова Маманута, остров Наигани) и виндсёрфинга (остров Вити-Леву, острова Маманута). Кроме того, уникальная островная экосистема с густыми тропическими лесами и горными реками способствует развитию экотуризма (остров Тавеуни, парк Абака на острове Вити-Леву), каякинга и рафтинга (в в ущельях рек в горах Намоси на острове Вити-Леву). На островах также получил развитие и культурный туризм (деревни фиджийцев с круглыми хижинами, праздники и традиционные военные танцы; объекты каннибализма — форт Тавуни-Хилл и пещера Наихехе).
Граждане нескольких государств, в том числе таких бывших республик СССР, как России, Украины, Латвии, Эстонии, не нуждаются в получении визы до въезда в страну. Как правило, она выдаётся бесплатно в аэропорту при въезде в страну. Срок действия — 4 месяца. Обязательными условиями для её получения являются действующий загранпаспорт со сроком действия не менее 6 месяцев после предполагаемого отъезда из страны, обратный билет и достаточное количество средств для отдыха на Фиджи. Тем не менее, граждане ряда государств обязаны получить визу до въезда в страну.

## Транспорт
Протяжённость автодорог около 3 тысяч км., железных дорог — около 700 км.

### Авиасообщение
На Фиджи расположены два международных аэропорта: Нанди и Наусори.

### Автобус
На острове существует разветвлённая сеть автобусных маршрутов.

## Связь
95 % площади страны покрывает связь формата 3G.

## Внешние экономические связи и зарубежные инвестиции
Объём внешней торговли в 2010 году составил F$5 млрд при отрицательном сальдо в размере F$1,9 млрд. Объём экспорта — F$1,5 млрд, импорта — F$3,5 млрд. В последние годы в стране наблюдался рост отрицательного сальдо во внешней торговле. Это было вызвано как внутренними факторами (снижение объёмов производства ключевых экспортных статей, падение производительности), так и внешними (рост конкуренции на международном рынке). Кроме того, в середине первого десятилетия 2000-х годов Фиджи лишилась ряда преференций на основных рынках сбыта (США, Австралия, ЕС) в таких отраслях как сельское хозяйство (экспорт сахара) и текстильная промышленность.
Основными статьями экспорта Фиджи являются сахар, текстильные изделия, золото, рыба, патока, пальмовое масло; импорта — промышленные товары, станки, транспортные средства, нефтяная продукция, продовольственные товары, товары химической промышленности.
Основными импортёрами фиджийских товаров являются, по состоянию на 2010 год, США (15,7 %; основные статьи фиджийского экспорта в страну: минеральная вода, рыбная продукция, древесные опилки), Австралия (14,6 %; золото, сахарное печенье, женская одежда, мужское нижнее бельё), Япония (6,1 %; рыбная продукция, древесные опилки, жемчуг), Самоа (5,7 %; мука, тростниковый сахар, консервированная говядина, цемент, электропровода и кабели), Тонга (5 %; пшеница и меслин, портландцемент, злаковые продукты, макаронные изделия). Основные партнёры по импорту — Сингапур (31,1 %; основные товары, экспортируемые на Фиджи: нефть, подержанные транспортные средства, минеральные удобрения, авиазапчасти, полиэтилен), Австралия (19,1 %; пшеница и меслин, сжиженный природный газ, подержанные транспортные средства, грейдеры, ткани), Новая Зеландия (15,1 %; мясо, картофель, молоко, сталь, овощи семейства луковых), КНР (8,6 %; мобильные телефоны, консервы, инструменты и аппаратура для измерения и проверки полупроводниковых пластин, чеснок, деревянный брус и консоли).
Объём прямых иностранных инвестиций в фиджийской экономике на 2009 год составили, по предварительным оценкам, около F$662,8 млн. Фиджийскими инвесторами за рубежом размещено около F$15 млн.
Фиджи входит в международную организацию стран АКТ.

## Денежная система и финансы
Доходная часть государственного бюджета за 2010 год, по предварительным данным, составила F$1,54 млрд, расходная — F$1,53 млрд, профицит — F$1,4 млн. Основные источники бюджетных поступлений — таможенные и портовые сборы и пошлины, а также подоходный налог. Наиболее крупными статьями расходной части бюджета являются выплата государственного долга, расходы на образование, здравоохранение, экономику.
В 2010 году на территории Фиджи функционировало 5 банков (ANZ, Bank of Baroda, Bank South Pacific, Westpac и банк Colonial, который находится в процессе поглощения банком BoB), имевших 114 отделений и 202 банкомата, и 3 кредитных учреждения с 13 отделениями. Кроме того, страхованием населения занимались 2 компании по страхованию жизни, 8 компаний общего страхования, 4 страховых брокера и 329 страховых агентов.
Надзор за банковской деятельностью осуществляет Резервный банк Фиджи, который является центральным банком страны.
На конец 2010 года ставка рефинансирования Резервного банка Фиджи составляла 1,75 %, базовая ставка кредитования для коммерческих банков — 7,5 %.